# اس‌اس سارپدون (۱۹۲۳)
اس‌اس سارپدون (۱۹۲۳) (به انگلیسی: SS Sarpedon (1923)) یک کشتی بود که طول آن ۴۹۹ فوت (۱۵۲ متر) بود. این کشتی در سال ۱۹۲۳ ساخته شد.